# Symi
Symi (griechisch Σύμη [ˈsimi] (f. sg.), türkisch Sömbeki) ist eine 57,865 km² große griechische Insel des Dodekanes in der südöstlichen Ägäis. Zusammen mit einigen unbewohnten Inselchen bildet sie eine Gemeinde (dimos δήμος) in der Region Südliche Ägäis.

## Geographie
Symi liegt etwa 9 km westlich des türkischen Festlandes, 23 km nördlich der Insel Rhodos.

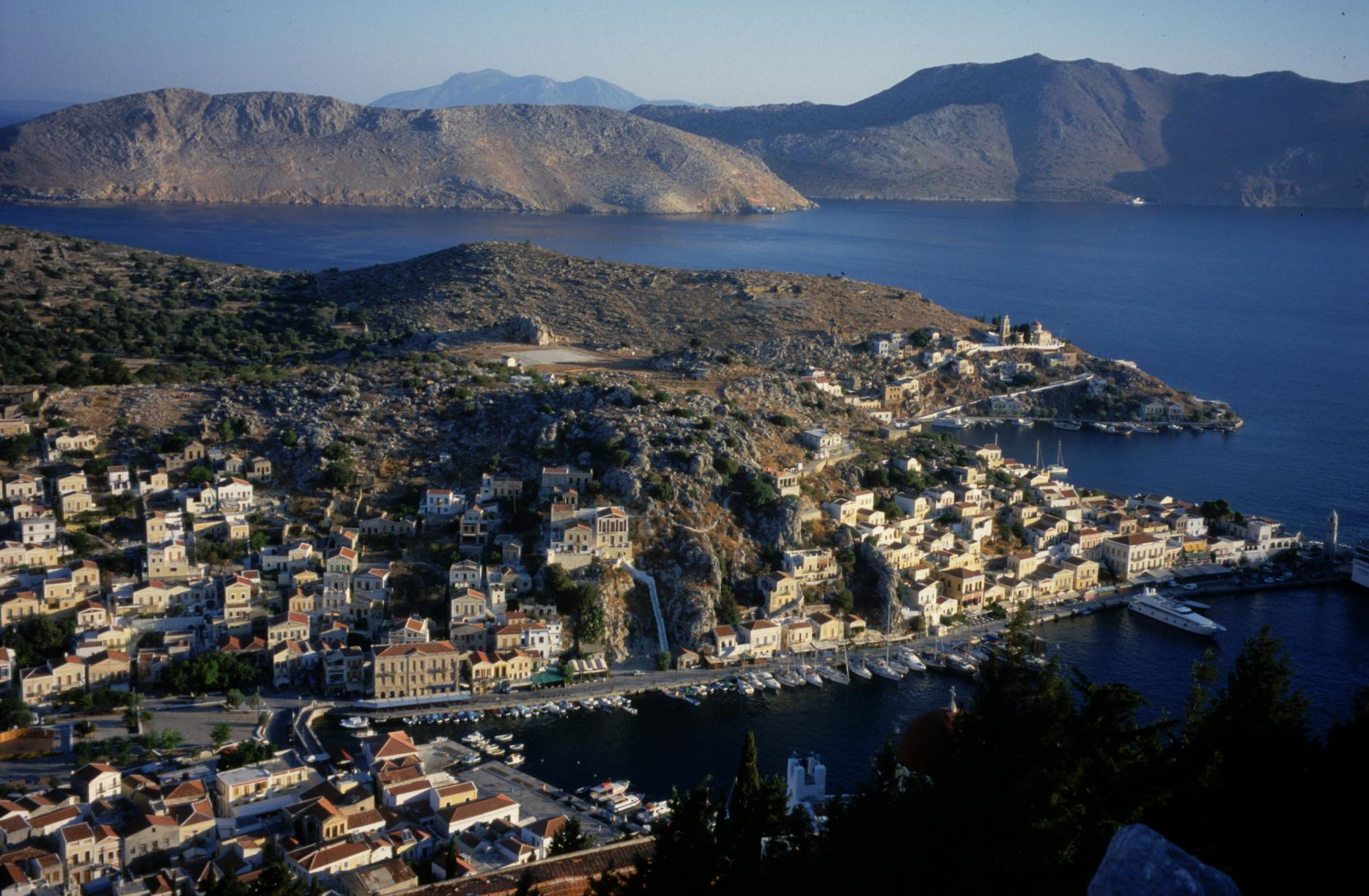
Hafen von Symi

Symi hat eine sehr stark zerklüftete Küstenlinie und eine Länge von 11,5 km bei einer maximalen Breite von 9 km. Sie ist gebirgig und bis zu 617 m hoch.
Die meisten der etwa 2500 Einwohner leben im gleichnamigen, schön um das alte Kastron gelegenen Hauptort im Norden der Insel vom Fischfang, der eher spärlichen Landwirtschaft auf der recht kargen Insel und dem immer wichtiger werdenden Tourismus. Die noch vor wenigen Jahrzehnten dominierende Schwammtaucherei spielt hingegen kaum noch eine Rolle.

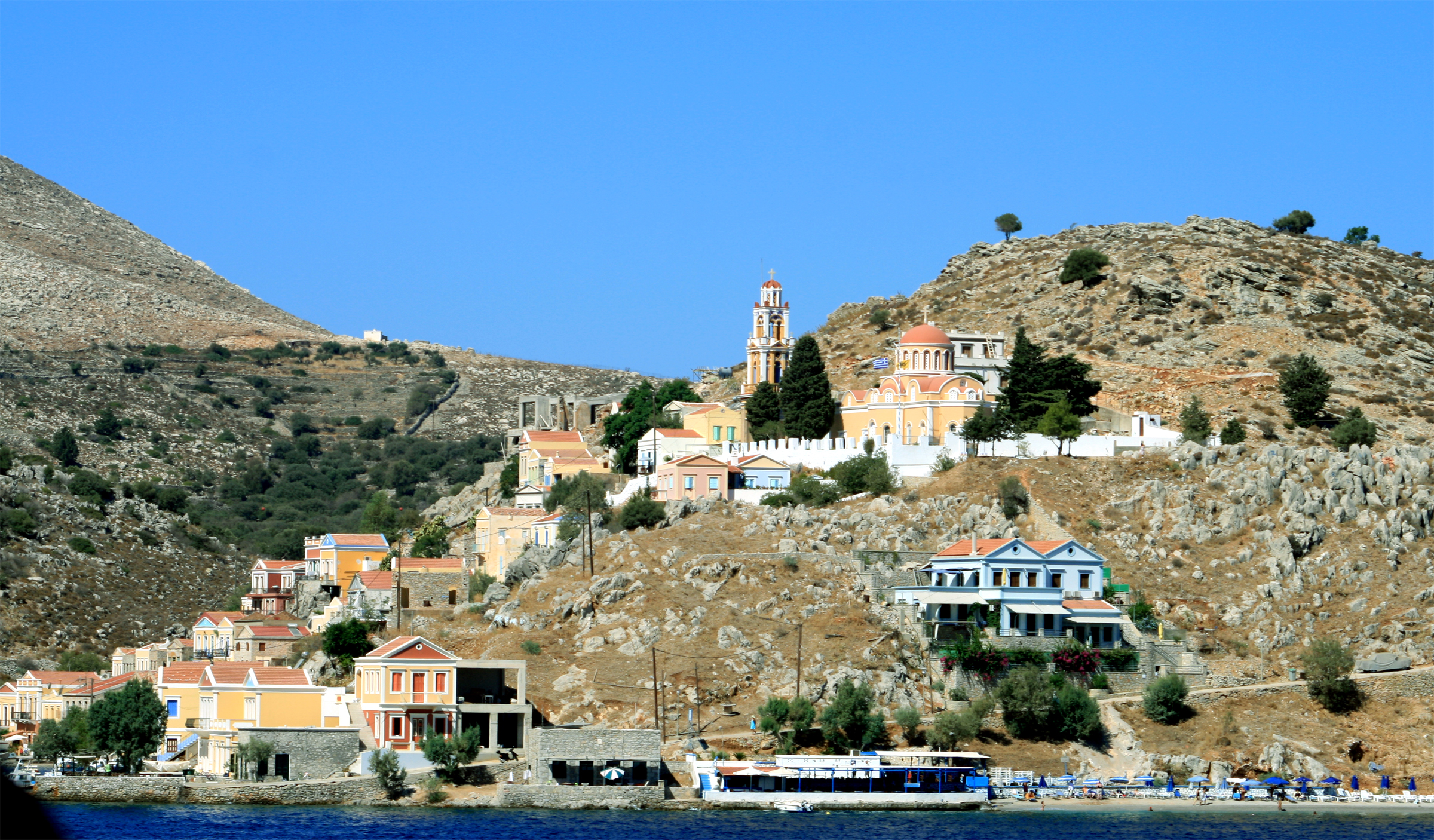
Blick auf Symi

Neben diversen anderen Klöstern und Kapellen (von denen auf Symi angeblich 364 existieren sollen) ist das im Süden gelegene und von den regelmäßigen aus Rhodos kommenden Ausflugsbooten angelaufene Kloster Panormitis das bekannteste der Insel. Es ist dem heiligen Michael geweiht und beherbergt ein kleines Museum.
Zu den unbewohnten Inseln der Gemeinde gehören das nördlich vorgelagerte Nimos sowie die Eilande Seskli, Chondros, Diavates, Gialesino, Kouloundros und Marmaras.

## Geschichte
Die Geschichte der kleinen Insel ist eng mit der des Dodekanes verknüpft. In den Gewässern vor Symi fand während des Peloponnesischen Kriegs im Jahr 411 v. Chr. eine Seeschlacht zwischen Athen und Sparta statt.
Historisch bedeutsam waren bis zum Ende des 19. Jahrhunderts auf Symi vor allem der Schiffbau und die Schwammtaucherei. Die auf Symi gebauten Schiffe waren so schnell, dass sie das Privileg des osmanischen Seepostdienstes in der Ägäis hatten. Bis zum Ende des 19. Jahrhunderts war auch die große Blütezeit der Schwammtaucherei. Zu dieser Zeit hatte die Insel etwa 30.000 Einwohner.
Von 1912 bis 1943 waren Symi und der gesamte Dodekanes italienisch besetzt. Nach dem Ausscheiden Italiens aus dem Zweiten Weltkrieg übernahmen von Oktober 1943 bis zur Räumung im September 1944 deutsche Truppen die Insel. Anschließend landeten britische Streitkräfte, die von hier aus das immer noch deutsch besetzte Rhodos überwachten. Am 8. Mai 1945 unterzeichnete Otto Wagener hier die Kapitulation für die in der Südost-Ägäis verbliebenen deutschen Truppen.
Seit dem 28. Oktober 1947 gehört die Insel zu Griechenland.

## Wirtschaft und Verkehr
Außer dem Tourismus gibt es keine nennenswerte Wirtschaft auf der kleinen Insel.
Eine Anbindung an das nationale und internationale Flugnetz gibt es nur über die nahe gelegenen Inseln Kos und Rhodos. Symi wird regelmäßig durch lokale aber auch durch innergriechische Fähren (z. B. Blue Star Ferries mit Anbindung an das Festland) angefahren.
Die größeren Orte der Insel sind durch befestigte Straßen verbunden. Es gibt eine örtliche Buslinie, die den Hafen (Gialos) mit dem oberen Teil der Stadt Symi (Chorio) und der nächsten Bucht Pedi verbindet. In der Saison fährt zusätzlich täglich ein Bus zwischen dem Hafen und dem Kloster Panormitis. Es gibt einige Taxis und Anbieter für Mietwagen und Mopeds. Im Sommer fahren auch mehrere Taxiboote zu den einzelnen Badebuchten.
Die Entwicklung des Individualverkehrs hat in den letzten dreißig Jahren eine rasante Entwicklung genommen. Bis Ende der 1970er Jahre gab es kein einziges Kraftfahrzeug auf der Insel. Alle Transporte wurden mit Maultieren und Booten durchgeführt. Auch Anfang der 1990er Jahre gab es nur verhältnismäßig wenige Kraftfahrzeuge. Dieses Bild hat sich nun gewandelt, zahlreiche PKW, Motorräder und LKW prägen das Straßenbild. Für den Transport von Baumaterial u. ä. werden in der Oberstadt aufgrund der engen Gassen und vielen Stufen auch heute noch Maultiere eingesetzt.
Trinkwasser wurde mehrmals wöchentlich per Tanker von Rhodos geliefert (der Staat muss dafür an die 5 Mio. € im Jahr aufbringen) und in das örtliche Leitungsnetz eingespeist, da Symi keine ausreichenden Süßwasserquellen hat. Demzufolge ist insbesondere in der Sommersaison Wasser sehr knapp. Dies wird auch durch den sehr hohen Wasserpreis deutlich: ein Kubikmeter Wasser kostet gut fünf Euro (dies ist fast das zehnfache des Preises, welchen man auf Rhodos bezahlt). Unter anderem deshalb gibt es auf der Insel auch nur ein einziges Hotel mit einem Schwimmbecken.
Im Jahr 2010 wurde eine um 5,5 Mio. € erbaute Meerwasserentsalzungsanlage in Betrieb genommen. Die Stromversorgung sollte durch eine Windkraftanlage erfolgen. Dies ist weltweit die erste Anlage dieser Art. Anfangs liefert die Anlage noch nicht die erforderlichen Wassermengen, so dass die Versorgung per Tanker noch nicht eingestellt werden konnte. Im Mai 2011 ist die an der Pedi-Straße befindliche und für ein Volumen von 600 m³ pro Tag ausgelegte Entsalzungsanlage teilweise ausgebrannt. Seit Juni 2012 bis heute ist die Anlage wieder in Vollbetrieb und es ist kein Bedarf für Wasserlieferungen per Tanker aus Rhodos gegeben. Allerdings wird der Strom nicht mehr durch die inzwischen außer Betrieb genommene Windkraftanlage geliefert.

### Tourismus

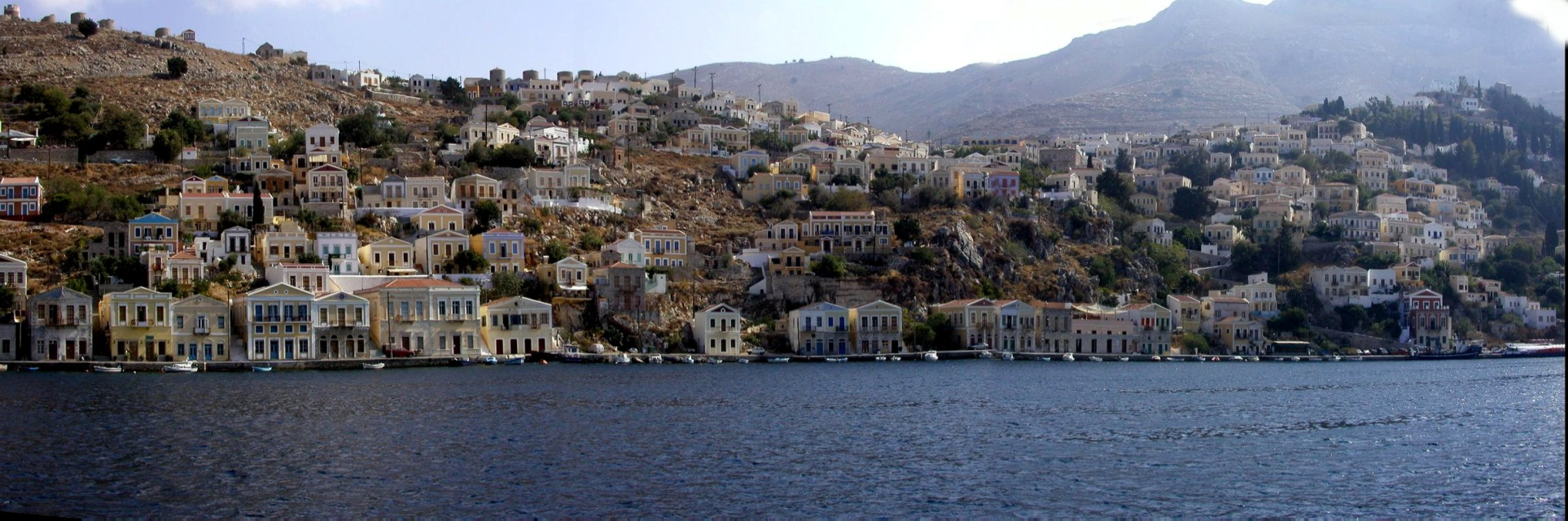
Panorama von Symi

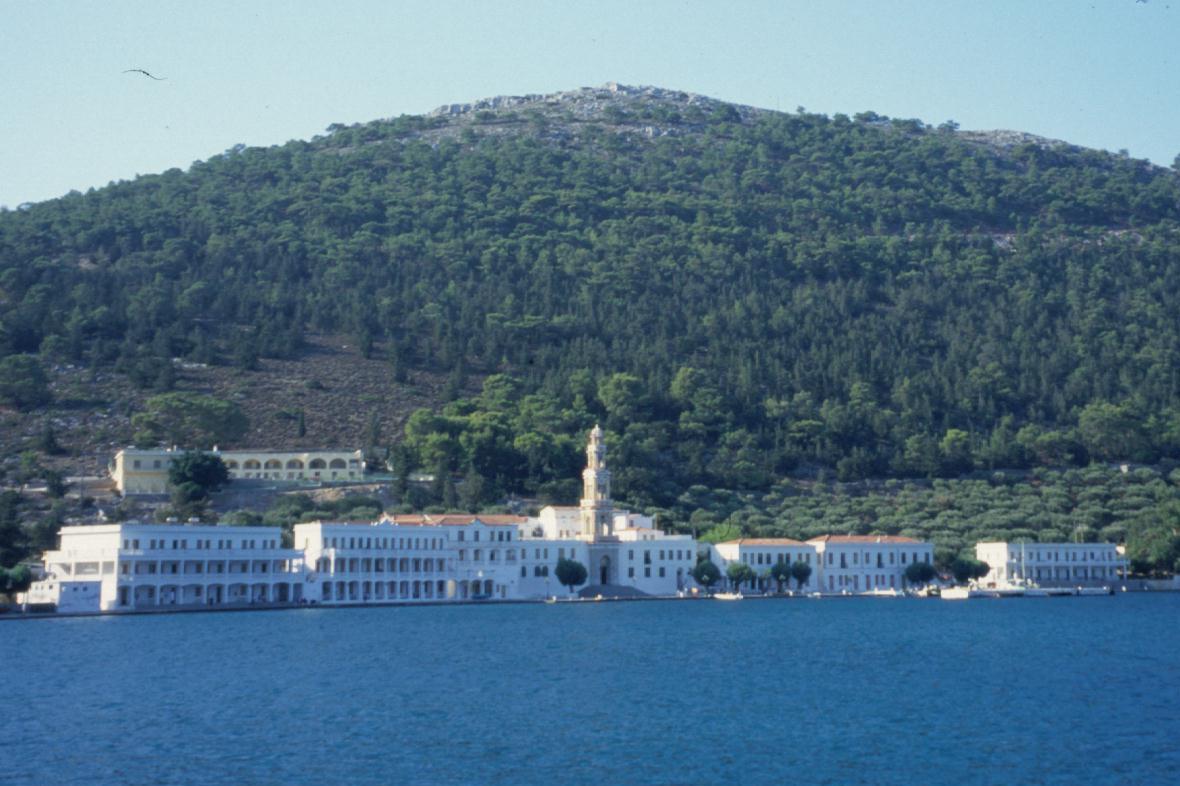
Klosteranlage Panormitis im Süden der Insel

In der Saison (Mai bis Oktober) kommen täglich viele Tagestouristen mit Ausflugsbooten von Rhodos aus nach Symi. Diese beschränken sich meist auf einen Besuch des Klosters Panormitis und des denkmalgeschützten Hafens (Gialos). Es gibt auch Tagesausflüge aus der Türkei (Datça und Bozburun).
In den letzten Jahren nutzen aber auch zunehmend Touristen die Insel für einen längeren Aufenthalt. Darunter ist ein großer Teil Stammgäste. Es stehen zahlreiche kleine Hotels, Pensionen und Privatunterkünfte zur Verfügung. Sehr beliebt ist die Insel als Anlaufpunkt für Yachten.
Neben zahlreichen kleineren Badebuchten lädt die Insel zu ausgedehnten Spaziergängen oder Wanderungen ein. Vom Hafen aus können Tagesausflüge nach Rhodos, Kos oder in die Türkei (Datça und Bozburun) unternommen werden. Außerdem gibt es zwei kleine Museen, im Hafen ein Nautisches Museum und in Chorio ein Museum zur Insel-Geschichte.
Im Hafen versuchen zahlreiche Souvenirläden die (nicht mehr praktizierte) Schwammtaucherei zu vermarkten – nahezu alle Schwämme kommen aber aus andern Regionen des Mittelmeers.
Insbesondere zu den orthodoxen Feiertagen pilgern sehr viele Griechen zum Kloster Panormitis. Direkt im Kloster gibt es auch sehr einfache, preiswerte Übernachtungsmöglichkeiten.
Bis in die Anfangsjahre des 21. Jahrhunderts erschien monatlich eine Inselzeitung in englischer Sprache „The Symi Visitor“, die aber später zugunsten von Online-Angeboten eingestellt wurde.